# Tháng 5 năm 2010
Tháng 5 năm 2010 bắt đầu vào thứ Bảy và kết thúc sau 31 ngày vào thứ Hai.

## Chủ đề:Thời sự
| Thứ bảy, ngày 1 tháng 5 |
| - Hoa Kỳ, Úc và Canada lên tiếng cảnh cáo rằng các nhóm khủng bố có thể mở ra các cuộc tấn công trong thời gian ngắn sắp tới tại thủ đô Ấn Độ và người ngoại quốc sinh sống nơi đây phải cẩn thận. - Hai trái bom nổ trong một đền thờ Hồi giáo nhỏ ở khu chợ chính của Mogadishu, gây tử vong cho 39 người, được coi là vụ nổ bom kiểu Iraq đầu tiên ở Somalia. |

| Thứ hai, ngày 3 tháng 5 |
| - Một tay nổ bom tự sát cho nổ chiếc xe bên ngoài một căn cứ CIA gần biên giới Afghanistan và Pakistan sau khi có hình ảnh phim video được đưa ra cho thấy Lãnh tụ Taliban tại Pakistan là Hakimullah Mehsud, từng bị coi là thiệt mạng trong một cuộc tấn công bằng hỏa tiễn của Hoa Kỳ, vẫn còn sống và đe dọa sẽ mở các cuộc tấn công nhắm vào mục tiêu Mỹ. - Chính quyền Obama đã quyết định phá vỡ một bí mật từ nhiều năm khi Ngoại trưởng Hillary Clinton chính thức công bố tại Liên Hợp Quốc trong hội nghị kéo dài một tháng về vấn đề củng cố Hiệp ước không phổ biến vũ khí hạt nhân rằng con số đầu đạn nguyên tử mà Hoa Kỳ đang có là 5113. |

| Thứ ba, ngày 4 tháng 5 |
| - Mặc dầu nhiều đoàn người xếp hàng dài chờ đợi vào thăm Hội chợ Thế giới Expo 2010 ở Thượng Hải, những dữ kiện ghi nhận vào cuối tuần lễ vừa qua từ khi hội chợ khai mạc cho thấy số lượng khách đã thấp hơn rất nhiều so với dự đoán. - Một phụ nữ Pháp tên Eugénie Blanchard 114 tuổi, sinh sống tại Guadeloupe, được công nhận là người sống thọ nhất trên thế giới. Cụ bà Eugénie Blanchard nhận vinh dự này sau khi một phụ nữ Nhật Bản tên Chinen Kama sống thọ nhất, qua đời tại Okinawa ngày 2 tháng 5. |

| Thứ tư, ngày 5 tháng 5 |
| - Hải tặc Somalia võ trang súng tiểu liên tràn lên chiếm tàu Moscow University dầu chở số lượng dầu trị giá $50 triệu với thủy thủ đoàn gồm 23 người Nga, và một chiến hạm Nga xả hết tốc lực chạy đến tiếp cứu tàu này và đến ngày hôm sau các biệt kích Nga giải cứu được chiến tàu. - Vào ngày lễ Nhi đồng, thống kê của chính phủ cho thấy tổng số trẻ nhỏ ở Nhật Bản giảm xuống so với năm 2009, một hiện tượng kéo dài đã 29 năm nay và tạo sự lo ngại rằng quốc gia này sẽ gặp khó khăn kiếm đủ công nhân làm việc và người trả thuế để gánh lấy sức nặng của một xã hội ngày càng nhanh chóng già hơn. - Đảng Liên đoàn Quốc gia Dân chủ do bà Aung San Suu Kyi, nhà tranh đấu dân chủ đang bị quản thúc thành lập hơn 20 năm trước đây nhằm đối đầu với chính quyền quân sự ở Myanmar, họp phiên sau cùng tại trụ sở đảng trước khi phải giải tán. - Một đợt tro mới từ núi lửa Eyjafjallajökull ở Iceland làm nhiều phi trường ở Scotland, Ireland và Bắc Ireland phải đóng cửa qua ngày thứ nhì. Tuy nhiên giới hạn này dự trù sẽ được bãi bỏ vào ngày 6/5 vì tiên đoán thời tiết cho thấy mây tro đang chuyển hướng đi xa. |

| Thứ bảy, ngày 8 tháng 5 |
| - Giám mục Walter Mixa hàng đầu ở Đức, người từng thú nhận là đã tát tai trẻ nhỏ và đang bị điều tra về các hành động lạm dụng tình dục và mờ ám tài chánh phải rời khỏi chức vụ của mình trong lúc Đức Giáo hoàng Biển Đức XVI tiếp tục nỗ lực thanh lọc hàng giáo phẩm. - Pakistan phóng thành công hai hỏa tiễn Shaheen-I và Ghaznavi đạn đạo chiến thuật có khả năng mang đầu đạn thường cũng như nguyên tử. |

| Thứ hai, ngày 10 tháng 5 |
| - Một tay nổ bom tự sát cho nổ quả bom mang theo mình bên ngoài một xưởng dệt khi đám đông tụ tập sau khi xảy ra hai vụ nổ xe bom ở cùng nơi, gây ra tổn thất nhân mạng trầm trọng nhất trong một loạt các vụ nổ khiến hơn 100 người chết khắp Iraq, ngày có số thương vong cao nhất trong năm 2010. - Giá cổ phiếu thị trường chứng khoán tăng vọt và giá trái phiếu giảm xuống trên khắp thế giới sau khi khối Liên hiệp châu Âu đưa ra kế hoạch trị giá khoảng 1 ngàn tỷ Euro để ngăn chặn cuộc khủng hoảng nợ nần và trấn an giới đầu tư. Lưu trữ ngày 13 tháng 5 năm 2010 tại Wayback Machine - Thượng nghị sĩ Noynoy Aquino, con trai bà Corazon Aquino (1933-2009) cố tổng thống Philippines, dẫn trước trong cuộc bầu cử Tổng thống. - Thủ tướng Anh Gordon Brown đưa ra quyết định sẽ từ chức trễ nhất là vào tháng 9 tới, để cho Đảng Lao động đang bị vây khốn của mình vẫn tiếp tục được nắm quyền, với hy vọng đảng về ba là Đảng Dân chủ Tự do sẽ hợp tác với đảng ông trong một chính phủ liên hiệp. |

| Thứ ba, ngày 11 tháng 5 |
| - Lãnh tụ Đảng Bảo thủ David Cameron, 43 tuổi, trở thành thủ tướng trẻ nhất trong 200 năm của Anh, sau khi ông Gordon Brown từ chức, chấm dứt 13 năm cầm quyền của đảng Lao động. - Đức Giáo hoàng Biển Đức XVI lên tiếng công nhận vụ tai tiếng lạm dụng tình dục của các linh mục là lỗi của giáo hội, là"tội lỗi phát sinh từ ngay trong lòng giáo hội,"chứ không phải từ một chiến dịch do bên ngoài dấy lên. Lưu trữ ngày 14 tháng 5 năm 2010 tại Wayback Machine - Bà Imdelda Marcos thắng cử vào Hạ viện Philippines, nơi bà từng đắc cử năm 1995. |

| Thứ tư, ngày 12 tháng 5 |
| - Tây Ban Nha theo chân Hy Lạp đưa ra một số biện pháp táo bạo mới để chặn đứng lại mức thâm thủng và nợ nần ngày mỗi cao hơn khi Thủ tướng Jose Luis Rodriguez Zapatero công bố một biện pháp thắt lưng buộc bụng mới trước nghị viện, mà theo ông là hết sức quan trọng đối với Tây Ban Nha để giảm bớt thâm thủng ngân sách. Lưu trữ ngày 11 tháng 9 năm 2011 tại Wayback Machine - Chuyến bay 771 của Afriqiyah Airways rớt khi đang chuẩn bị đáp xuống sân bay quốc tế Tripoli, Libya làm thiệt mạng 103 người. Một em nhỏ 10 tuổi, người Hà Lan, may mắn sống sót trong tai nạn này. Lưu trữ ngày 15 tháng 5 năm 2010 tại Wayback Machine - Nhà chức trách Hàn Quốc tìm thấy tám người chết trong hai vụ tự tử tập thể, gồm năm người chọn cái chết bằng cách cùng hít hơi độc trong một chiếc xe nằm về phía Nam Seoul và ba người tìm thấy chết cùng với nhau ít giờ sau đó ở Chuncheon. |

| Thứ sáu, ngày 14 tháng 5 |
| - Tân lãnh tụ al-Qaeda tại Iraq là al-Nasser Lideen Allah Abu Suleiman cảnh cáo người giáo phái Shiite rằng"những ngày đen tối đẫm máu"sẽ xảy đến và một chiến dịch tấn công mới đã được khởi sự. - Cảnh sát Indonesia phá vỡ một âm mưu ám sát tổng thống và các giới chức cao cấp, thảm sát người ngoại quốc theo kiểu tấn công khủng bố từng xảy ra ở Mumbai, Ấn Độ trước đây, rồi sau đó tuyên bố thành lập quốc gia Hồi giáo. |

| Thứ bảy, ngày 15 tháng 5 |
| - Thiếu nữ Úc, Jessica Watson 16 tuổi, người đã độc hành vòng quanh thế giới một mình trong 7 tháng bằng thuyền buồm, đặt chân lên bờ bên ngoài Nhà hát Opera Sydney. Mục tiêu sắp tới của cô là thi lấy bằng lái xe. - Nhà riêng của họa sĩ Lars Vilks người Thụy Điển, người từng vẽ biếm họa chân dung vị tiên tri Muhammad của Hồi giáo như là một con chó, bị một kẻ tình nghi đốt nhà tấn công ở Nyhamnslage ở phía Nam Thụy Điển. Vilks đi vắng nhà lúc bị tấn công vào khuya 14/5, và không có ai bị thương. |

| Thứ hai, ngày 17 tháng 5 |
| - Bản tin báo điện tử Tin nhanh Việt Nam loan tin,"trong lúc khai quật tại Thành Dền (huyện Mê Linh, Hà Nội), đoàn khai quật đã tìm thấy rất nhiều hạt thóc và gạo cháy sém ở tầng đất có niên đại 3000 năm. 10 hạt nảy mầm khi ngâm trong nước bảo quản." |

| Thứ ba, ngày 18 tháng 5 |
| - Một xe bom tự sát của Taliban phát nổ giữa đoàn xe NATO trong thủ đô Kabul, làm thiệt mạng 6 binh sĩ, 5 trong số này là lính Hoa Kỳ. Có 12 thường dân Afghanistan cũng thiệt mạng trong cuộc tấn công, đa số là hành khách trên một chiếc xe buýt vào giờ đông đảo xe cộ lưu thông. - Trả lời phỏng vấn của AP, dân quân al-Qaeda bị cầm giữ ở Iraq, Abdullah Azam Saleh al-Qahtani nói mình từng bàn bạc với bạn bè về việc tấn công hai đội banh Đan Mạch và Hà Lan tham dự Giải vô địch bóng đá thế giới 2010 ở Nam Phi vào tháng 6. |

| Thứ tư, ngày 19 tháng 5 |
| - Một cuộc tấn công táo bạo của Taliban, sử dụng cả các tay nổ bom tự sát, xảy ra tại phi trường Bagram, căn cứ lớn nhất của NATO ở Afghanistan. - Chính quyền Pakistan ra lệnh các công ty cung cấp dịch vụ Internet phải đóng mạng Facebook, do cơn thịnh nộ vì một trang ở mạng này đã cổ vũ dân mạng đưa lên hình ảnh của đấng tiên tri Hồi giáo Muhammad, trong khi kinh Hồi giáo cấm chỉ bất cứ hình ảnh nào liên hệ đến vị này. Lưu trữ ngày 23 tháng 5 năm 2010 tại Wayback Machine |

| Thứ năm, ngày 20 tháng 5 |
| - Hơn 20.000 người biểu tình tuần hành qua thủ đô Athena, đến trước nghị viện trong khi các tổ chức nghiệp đoàn phản đối các biện pháp khắc khổ của chính phủ qua cuộc tổng đình công lần thứ tư trong năm 2010. |

| Thứ sáu, ngày 21 tháng 5 |
| - Các bộ trưởng tài chánh thuộc Liên minh châu Âu tán đồng biện pháp trừng phạt gắt gao hơn, để ngăn không bị chồng chất thêm nợ nữa, với hy vọng lấy lại niềm tin nơi thị trường, đồng thời để giải quyết vụ khủng hoảng nợ nần, vốn đang đe dọa đồng bạc euro. Lưu trữ ngày 26 tháng 5 năm 2010 tại Wayback Machine |

| Thứ bảy, ngày 22 tháng 5 |
| - Một phi cơ hãng hàng không Air India Express thuộc chuyến bay 812 trong khi đang tìm cách đáp xuống một phi trường nằm trên ngọn đồi tại Mangalore ở vùng Nam Ấn Độ bay ra ngoài phi đạo, đụng vào đá và phát nổ với 166 người trên máy bay. Chỉ có tám người sống sót. Lưu trữ ngày 25 tháng 5 năm 2010 tại Wayback Machine - Cậu bé Jordan Romero 13 tuổi của Hoa Kỳ trở thành người trẻ tuổi nhất chinh phục đỉnh Everest, phá kỷ lục trước đó của một thiếu niên Nepal 16 tuổi. Lưu trữ ngày 16 tháng 6 năm 2010 tại Wayback Machine - Nicolaus Copernicus, nhà thiên văn thuộc thế kỷ 16 mà khám phá của ông bị Giáo hội Công giáo Rôma thời bấy giờ kết án là dị giáo, được các linh mục ở Ba Lan cải táng như vị anh hùng, tức gần 500 năm sau khi ông bị chôn trong một nấm mồ không mộ bia. Nay ông được chôn trong một nấm mồ nằm bên trong nhà thờ, nơi ông từng phục vụ vừa là giáo sĩ vừa là y sĩ. - Một bức biếm họa của Jonathan Shapiro vẽ Tiên tri Muhammad đăng trong tờ tuần san Mail & Guardian ở Nam Phi, gây nên một cơn phẫn nộ trong cộng đồng Hồi giáo ở địa phương, một lần nữa làm sống lại cuộc tranh cãi giữa tự do tư tưởng và sự tôn trọng tín ngưỡng trong một xã hội đa nguyên. - Một cuộc tấn công ban đêm vào căn cứ lớn nhất của NATO ở về phía Nam Afghanistan qua cuộc pháo kích hỏa tiễn, súng cối và sau đó mở cuộc xung phong vào phi trường Kandahar. Ngày hôm sau, phía Taliban tuyên bố nhận trách nhiệm. |

| Chủ nhật, ngày 23 tháng 5 |
| - Giáo sĩ Hồi giáo, Anwar al-Awlaki, quốc tịch Hoa Kỳ, gốc Yemen, với những bài giảng được phổ biến trên Internet được coi là từng giúp khuyến khích các cuộc tấn công nhắm vào Hoa Kỳ, lại kêu gọi hạ sát thường dân Mỹ, theo một cuộn video của al-Qaeda được tung ra. - Theo Sky News tường thuật, Lewis Gordon Pugh người Anh dốc hết toàn lực để trở thành người đầu tiên bơi qua một hồ băng giá ở đỉnh ngọn núi cao nhất thế giới Everest. Lưu trữ ngày 22 tháng 7 năm 2010 tại Wayback Machine - Một tờ báo ở Anh loan tin Công nương Ferguson đã đưa đề nghị sẽ giúp cho gặp Hoàng tử Andrew, hiện là đặc sứ về thương mại và đầu tư của Anh, cho một nhà báo giả dạng, với giá là nửa triệu pound (khoảng $724.000) nhưng phải đặt cọc trước là $40.000. |

| Thứ hai, ngày 24 tháng 5 |
| - Chính phủ Úc nói sẽ trục xuất một nhân viên Tòa Đại sứ Israel sau khi có kết luận rằng Israel đứng sau vụ làm các sổ thông hành giả sử dụng trong vụ ám sát Mahmoud al-Mabhouh, một viên chức cao cấp Hamas. - Bác sĩ Andrew Wakefield nổi tiếng vì các lời tố giác cho rằng việc chủng ngừa trẻ nhỏ có liên hệ đến chứng bệnh tự kỷ, gây ra một cuộc tranh cãi lớn lao trên thế giới trước khi bị coi là không có căn bản khoa học, bị rút bằng hành nghề tại Anh với lý do phạm lỗi lầm nghề nghiệp. - Phiến quân FARC hạ sát chín lính TQLC và làm bị thương hai người khác trong cuộc chạm súng tại vùng rừng núi thuộc tiểu bang Caquetá ở về phía Nam Colombia. Tổn thất này được coi là nặng nề nhất cho phía chính phủ từ mấy tháng qua. |

| Thứ ba, ngày 25 tháng 5 |
| - Hàng ngàn binh sĩ và cảnh sát viên võ trang hùng hậu tiếp tục cuộc hành quân tảo thanh trong các khu xóm nghèo, nhiều bạo động ở thủ đô Kingston, lục soát từng nhà để tìm kiếm võ khí và có các cuộc giao tranh với thành phần võ trang trung thành với một trùm băng đảng ma túy ở Jamaica đang bị Hoa Kỳ đòi dẫn độ. - Có sự ồ ạt bán tháo cổ phiếu ở thị trường chứng khoán, dẫn đến thị trường trao đổi chứng khoán ở Luân Đôn, Paris và Frankfurt giảm mất giá trị chừng 3%. - Đồng Euro rớt xuống mức thấp nhất trong bốn năm so với tiền đô, ở giá $1,23 vào cuối ngày. |

| Thứ tư, ngày 26 tháng 5 |
| - Ngoại trưởng Hoa Kỳ Hillary Clinton nói rằng thế giới phải có phản ứng trước"hành động khiêu khích không thể chấp nhận"của chế độ Bình Nhưỡng khi bắn chìm chiến hạm Cheonan của Hàn Quốc. Cộng hòa Dân chủ Nhân dân Triều Tiên trong khi đó tiếp tục đưa ra những lời lẽ mạnh mẽ đả kích Seoul và Washington. - Người mẫu Angie Sanclemente Valencia của Colombia bị cáo buộc là chỉ huy một đường dây vận chuyển ma túy, chuyên sử dụng các cô gái trẻ đẹp để mang lậu cocain vào México, bị bắt sau khi trốn tránh cảnh sát Argentina trong năm tháng trời. |

| Thứ sáu, ngày 28 tháng 5 |
| - Chính phủ Úc nói sẽ khởi sự các nỗ lực pháp lý trong tuần kế tiếp để ngăn không cho Nhật tiếp tục giết hàng trăm cá voi mỗi năm với lý do nghiên cứu khoa học, chính phủ Nhật ngay lập tức có lời lên án. - Quân đội chính phủ Afghanistan giao tranh dữ dội với phiến quân Taliban sang đến ngày thứ sáu ở khu vực quận Barg-e-Matal hẻo lánh thuộc tỉnh Nuristan nằm gần biên giới với Pakistan. Giới chức tình báo tìm cách kiểm chứng nguồn tin nói rằng Maulana Fazlullah, một nhân vật chỉ huy cao cấp Taliban tại Pakistan, bị giết trong cuộc giao tranh này. - Các tay súng cùng một đội quyết tử Hồi giáo từ trên tháp đền, xả súng vừa tung lựu đạn xuống các con tin, trong các cuộc tấn công đánh vào hai đền Hồi giáo nhỏ thuộc một giáo phái thiểu số ở Pakistan. Có ít nhất 98 người chết và 120 bị thương. |

| Chủ nhật, ngày 30 tháng 5 |
| - Trả lời báo chí tại Kabul, Tư lệnh Stanley A. McChrystal của quân đội NATO và Hoa Kỳ tại Afghanistan nói có"chứng cớ rõ ràng"cho thấy một số tay súng Taliban được huấn luyện ở Iran. |

| Thứ hai, ngày 31 tháng 5 |
| - Tổng thống Horst Köhler làm dân chúng Đức bàng hoàng khi bất ngờ tuyên bố từ chức vì những lời tuyên bố có vẻ giải thích việc gửi quân ra ngoại quốc với các quyền lợi kinh tế của quốc gia này-tạo thêm vấn đề cho bà Thủ tướng Angela Merkel. - Lúc 4:30 sáng, Hải quân Israel mở cuộc đột kích bất ngờ vào đoàn tàu chở hàng cứu trợ đến dải Gaza nhằm mục đích vượt qua việc Israel và Ai Cập phong tỏa lãnh thổ của người Palestine này do phong trào Hamas kiểm soát.1 tháng 6 năm 2010/turkey-alliance-with-israel-may-rupture-on-gaza-raid-update3-.html - Tổ chức khủng bố al-Qaeda loan báo nhân vật chỉ huy đứng hàng thứ ba của họ, ông Mustafa al-Yazid, đã bị giết cùng với thân nhân trong gia đình, có lẽ là thiệt hại nặng nề nhất cho tổ chức này kể từ khi Hoa Kỳ khởi sự cuộc chiến chống al-Qaeda. Một viên chức chính phủ Hoa Kỳ nói rằng al-Yazid nhiều phần đã chết trong một vụ bắn hỏa tiễn của Hoa Kỳ. |